# Ernst Nagel (Politiker)
Ernst Hinrich August Nagel (* 18. Mai 1898 in Heide; † 13. August 1976 in Meldorf) war ein deutscher Rechtsanwalt und Notar.
Nagel studierte Rechtswissenschaft an der Universität Hamburg und gehörte seit 1919 der Hamburger Burschenschaft Germania an. Nach Studium und Promotion wirkte er als Rechtsanwalt und Notar in Meldorf im Kreis Süderdithmarschen. Er gehörte 1946 dem ersten ernannten Landtag von Schleswig-Holstein als fraktionsloser Abgeordneter an.